# Hyla alboguttata
Hyla alboguttata là một loài ếch trong họ Nhái bén, tiếng Anh thường gọi là Whitebelly Treefrog. Loài ếch này được tìm thấy ở Ecuador và có thể cả Colombia và Peru.
Các môi trường sống tự nhiên của chúng là các khu rừng lá rộng ẩm nhiệt đới và cận nhiệt đới, đầm nước, đầm nước ngọt có nước theo mùa, các đồn điền, vườn nông thôn, và rừng trước đây suy thoái nghiêm trọng. Loài này đang bị đe dọa do mất môi trường sống.